# Meine Frau und meine Schwiegermutter

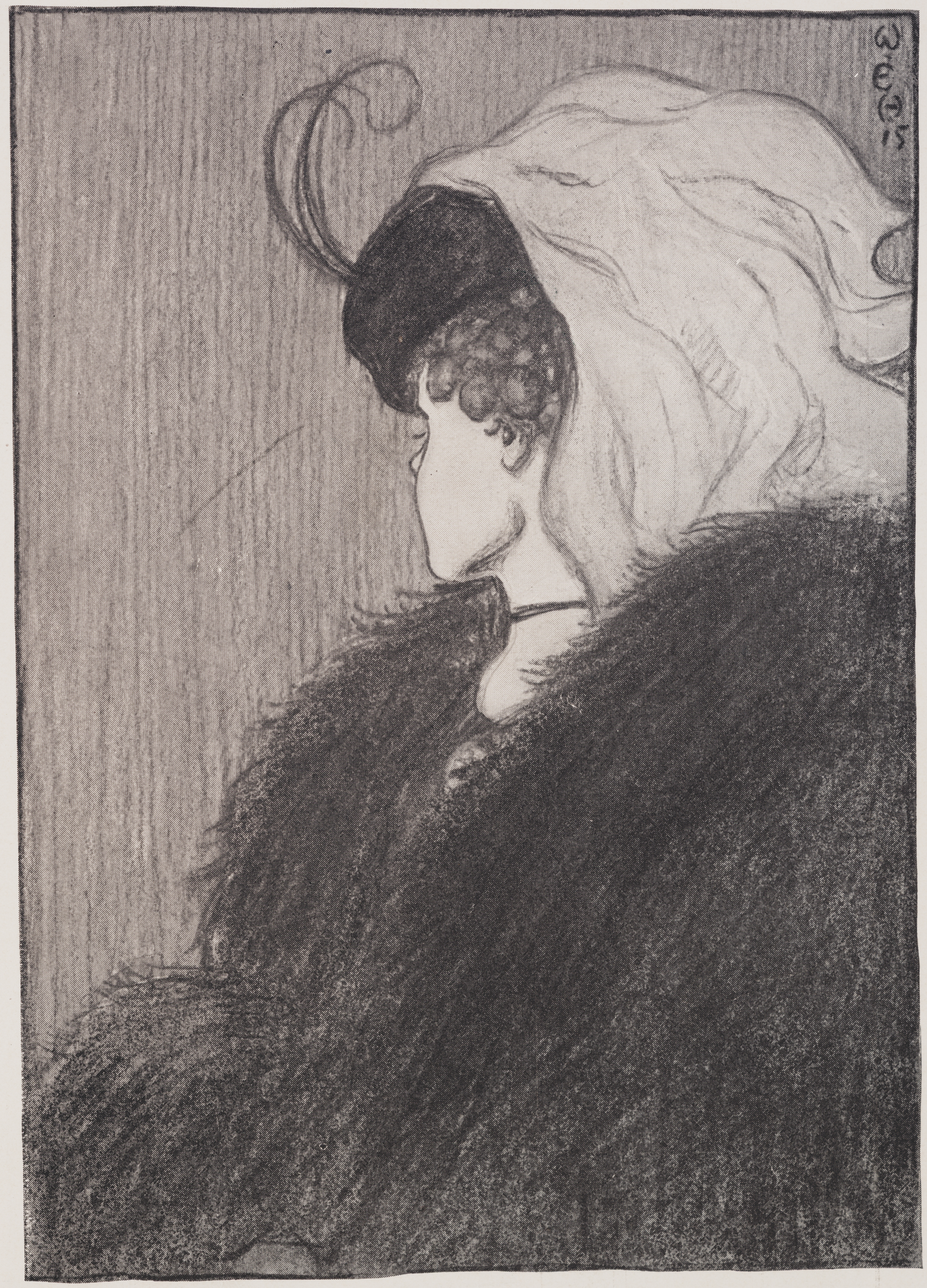
Zeichnung im Puck-Magazin, 1915

Meine Frau und meine Schwiegermutter oder auch Junge Frau, alte Frau ist eine berühmte Kippfigur. Die älteste bekannte Darstellung der Junge-Frau-Alte-Frau-Kippfigur befindet sich auf einer deutschen Postkarte aus dem Jahr 1888.
Das Motiv wurde in der Folge von verschiedenen Künstlern dargestellt. Zu den bekanntesten Darstellungen gehört die von dem englischen Cartoonisten William Ely Hill (1887–1962). Sie erschien 1915 im US-amerikanischen Satiremagazin Puck.

## Beschreibung
Das Besondere an diesem semantisch ambivalenten Bild ist, dass es entweder als Darstellung einer alten oder einer jungen Frau gesehen werden kann, da weder die Bedeutung der einzelnen Bildbestandteile noch ihr Verhältnis zueinander festgelegt ist. Das führt dazu, dass sich das Figur-Grund-Verhältnis / die Figur-Grund-Wahrnehmung immer wieder verändert und dass sich den Betrachtern zwei Alternativen der Wahrnehmung bieten. So sehen die Betrachter entweder eine junge, nach hinten blickende Frau oder eine alte, nach links blickende Frau.
Während des Wechsels der Wahrnehmung von der einen zur anderen Betrachtungsweise ändert sich die Bedeutung der Bildelemente: Das Ohr der jungen Frau wird zum linken Auge der alten; ihre Halskette stellt den Mund, ihr Kinn die Nase der alten Frau dar.
Durch einen zusätzlichen Ohrring nimmt man die junge Frau leichter wahr. Durch kleine Kreise an Stelle des schwarzen Keils, der dann wie eine Zahnreihe wirkt, und Weglassen der Wimper und der Nase der jungen Frau erscheint eher das Bild der alten Frau.

## Geschichte

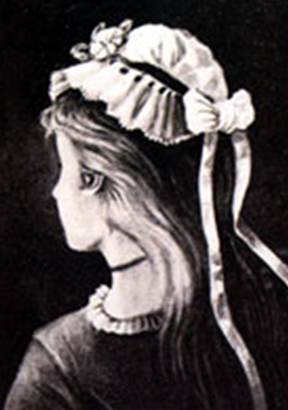
Deutsche Postkarte aus dem Jahr 1888

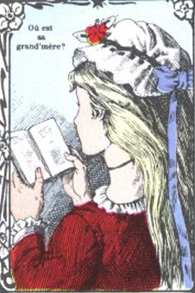
Kolorierte französische Darstellung aus dem späten 19. Jahrhundert

Hills Zeichnung wird immer wieder in Veröffentlichungen über die Psychologie der Wahrnehmung, insbesondere über die Gestaltpsychologie, abgebildet. Popularisiert wurde sie durch den Psychologen Edwin Boring, der sie zuerst in einem Artikel des American Journal of Psychology beschrieben und so in den 1930er Jahren in Kreisen der Psychologen bekannt machte. Nach E. G. Boring wird diese Zeichnung im englischen Sprachgebrauch auch als Boring figure bezeichnet. Die Bezeichnung Boring figure hat also nichts mit dem englischen Wort boring („langweilig“) zu tun.
1961 zeichnete Jack Botwinick auf Grundlage dieser Zeichnung ein Bild mit männlichen Personen, das er Mein Ehemann und mein Schwiegervater (englisch My husband and my father-in-law) nannte.
Hill hat diese Figur nicht erfunden, nur 1915 interpretiert. Es existieren deutlich ältere Darstellungen desselben Motivs.

## Bedeutung
Die Wahrnehmungspsychologie unterstreicht mit dieser Zeichnung ihre Theorie, dass im Kopf keine Abbilder äußerer Erscheinungen entstehen, und benutzt dazu diese und andere Kippfiguren, in die zwei verschiedene Sachverhalte hineingelesen werden können.
Auf einer Webseite der Universität Ulm heißt es zu der Wirkungsweise der sogenannten Boring-Frauen:

„Dieses Bild beweist ohne großen theoretischen Ballast die grundsätzliche Wirkung neuronaler Attraktoren. Wir können zwei verschiedene Motive in dem Punktmuster, aus dem das Bild gebildet wird, erkennen: Eine alte Frau und eine junge Frau. Auf diese Motive hin wird das Erkennen des neuronalen Systems „angezogen“. Wesentlich dabei ist, daß unser Wahrnehmungssystem autonom zwischen den beiden Möglichkeiten hin- und herschalten kann. Wie andere Bilder, z. B. der Necker-Würfel zeigen, ist es nicht direkt vom Willen zu beeinflussen, welches Bild gerade gesehen wird.“